# Референдум в Лихтенштейне по муниципальным налогам (1990)
Референдум в Лихтенштейне по муниципальным налогам проходил 21 октября 1990 года. Предложение было отклонено 76 % голосов избирателей.

## Контекст
Референдум касается внесения изменений в законодательство о муниципальных налогах.
Это был факультативный референдум по народной инициативе: в контексте статьи № 66 Конституции законопроект, принятый Ландтагом, подлежал всеобщему голосованию при наличии по крайней мере 1000 подписей зарегистрированных членов при поддержке комитета по сбору подписей.

## Результаты
| Выбор                               | Голоса | %    |
| ----------------------------------- | ------ | ---- |
| За                                  | 2 254  | 24,0 |
| Против                              | 7 121  | 76,0 |
| Недействительных/пустых бюллетеней  | 238    | -    |
| Всего                               | 9 613  | 100  |
| Зарегистрированных избирателей/Явка | 13 642 | 70.5 |
| Источник: Démocratie Directe        |        |      |